# Lac de Lauerz
Le lac de Lauerz, appelé en allemand Lauerzersee ou, selon l'ancienne orthographe : Lowerzer See, est un lac situé dans le canton de Schwytz, en Suisse.

## Géographie
Sa superficie est d'environ 3 km2 et sa profondeur maximale est de 13 m, ce qui en fait l'un des moins profonds de Suisse[réf. nécessaire]. Il y a deux petites îles inhabitées dans le lac : l'île de Schwanau et l'île de Roggenburg. Il est niché entre la Steinerberg, le Rigi et le Rossberg.

## Histoire
Le nom du lac est celui de la localité homonyme.
Une vague d'inondation, qui a été déclenchée par l'éboulement de Goldau en 1806, a détruit le village tout entier de Dorfken. 457 personnes ont été tuées ; après de nouvelles inondations en 1999 et 2005, un tunnel reliant le lac au lac des Quatre Cantons permet de régulariser son niveau.

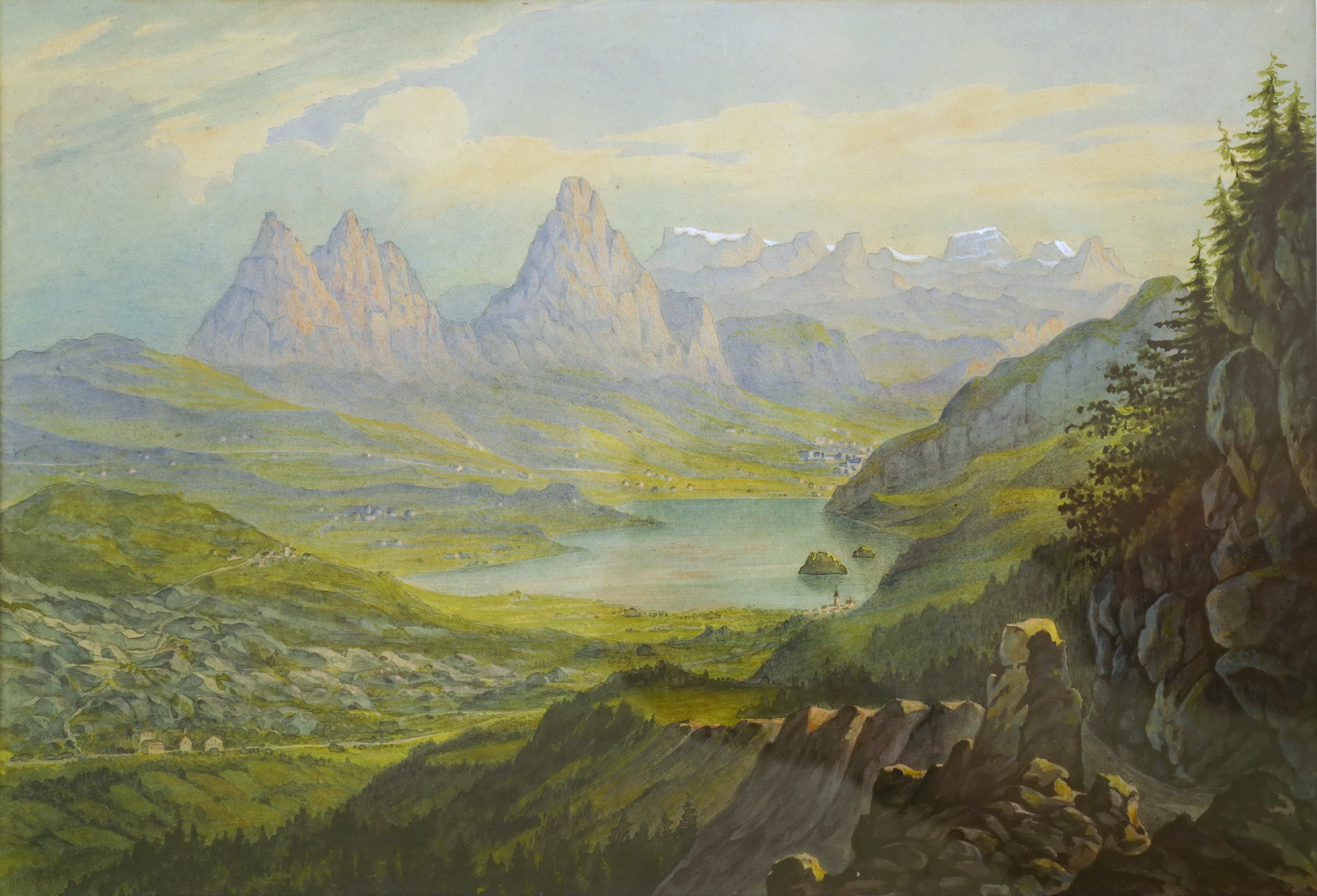
Le lac de Lauerz et les Mythen vers 1880, avec les restes de l'éboulement de 1806, par Heinrich Müller.